# Collet de l'Arçons
El Collet de l'Arçons és una muntanya de 672 metres que es troba al municipi d'Ulldemolins, a la comarca catalana del Priorat.